# 황인덕
황인덕(1992년 12월 20일 ~)은 대한민국 출신의 중국인 영화 배우다. 대한민국에서 데뷔했으나 현재 대만에서 활동하고 있다. 인스타그램에서 중화인민공화국 여권 사진을 올린 적 있다.

## 방송
- 꽃미남 캐스팅, 오! 보이 (2011)
- 종극일반 2 (2012~2013)
- 원래시미남 (2013)
- 미호년대 (2016)
- 죠죠의 전성시대 (2017)

1. ↑  https://www.163.com/dy/article/G5KC18M60517A2UQ.html
2. ↑  https://images4.imagebam.com/93/bb/26/MECN8OA_o.png